# Episodi di Mad Love
La prima ed unica stagione della serie televisiva Mad Love è stata trasmessa in prima visione negli Stati Uniti da CBS dal 14 febbraio al 16 maggio 2011.
In Italia è stata trasmessa su Canale 8 dal 4 settembre al 27 novembre 2024 ogni mercoledì con un episodio a settimana. Gli episodi furono trasmessi solo durante le ore notturne.
| nº | Titolo originale            | Titolo italiano                   | Prima TV USA     | Prima TV Italia   |
| -- | --------------------------- | --------------------------------- | ---------------- | ----------------- |
| 1  | Fireworks                   | Fuochi d'artificio a New York     | 14 febbraio 2011 | 4 settembre 2024  |
| 2  | Friends and Other Obstacles | Amici                             | 21 febbraio 2011 | 11 settembre 2024 |
| 3  | The Kate Gatsby             | Le amicizie non vincono sempre    | 28 febbraio 2011 | 18 settembre 2024 |
| 4  | Little Sister, Big City     | Arriva Julia!                     | 7 marzo 2011     | 25 settembre 2024 |
| 5  | To Munsch or Not to Munsch  | La relazione si chiude            | 14 marzo 2011    | 2 ottobre 2024    |
| 6  | The Spy Who Loved Me        | Per infastidire quelle telecamere | 21 marzo 2011    | 9 ottobre 2024    |
| 7  | Baby, You Can Drive My Car  | Ti amo!                           | 28 marzo 2011    | 16 ottobre 2024   |
| 8  | Paw and Order               | Il cane del suo capo              | 11 aprile 2011   | 23 ottobre 2024   |
| 9  | Pub Quiz                    |                                   | 18 aprile 2011   | 30 ottobre 2024   |
| 10 | The Young and The Reckless  |                                   | 25 aprile 2011   | 6 novembre 2024   |
| 11 | The Secret Life of Larry    | Larry conta sulla vita            | 2 maggio 2011    | 13 novembre 2024  |
| 12 | Friends                     | Amici II                          | 9 maggio 2011    | 20 novembre 2024  |
| 13 | After The Fireworks         | Fine della storia                 | 16 maggio 2011   | 27 novembre 2024  |

## Fuochi d'artificio a New York
- Titolo originale: Fireworks
- Scritto da: Matt Tarses
- Diretto da: Pamela Fryman

### Trama
Ben e Kate, due newyorkesi single, si incontrano per caso in cima all'Empire State Building, e si danno appuntamento per la stessa sera. Entrambi decidono di portare anche i loro migliori amici, Connie e Larry, che a differenza di Ben e Kate, si odiano a prima vista.

## Amici
- Titolo originale: Friends and Other Obstacles
- Scritto da: Rob DesHotel
- Diretto da: Scott Ellis

### Trama
Ben e Kate stanno per avere il loro primo vero appuntamento, ma mille ostacoli continuano a mettersi in mezzo, come Connie e Larry, che sembrano fare di tutto per impedirlo.

## Le amicizie non vincono sempre
- Titolo originale: The Kate Gatsby
- Scritto da: Adrian Wenner
- Diretto da: Rob Schiller

### Trama
Ben da un consiglio sbagliato a Kate, senza pensare che questo potrebbe rovinare l'amicizia tra lei e Connie, così come la festa che Connie ha faticosamente organizzato per il compleanno di Kate.

## Arriva Julia!
- Titolo originale: Little Sister, Big City
- Scritto da: Jared Miller
- Diretto da: Mark Cendrowski

### Trama
Una Kate iperprotettiva accoglie la sorella minore Julia, a New York in visita, non realizzando quanto la sorella sia ormai cresciuta. Nel frattempo, Connie e Larry decidono di aiutarsi a vicenda al bar.

## La relazione si chiude
- Titolo originale: To Munsch or Not to Munsch
- Scritto da: Corey Nickerson
- Diretto da: Beth McCarthy-Miller

### Trama
Ben è determinato a conquistare l'amicizia di Connie, così decide di aiutarla durante il lavoro, ma non tutto va per il meglio. Kate tenta invece di cambiare l'atteggiamento di Larry verso le donne, dopo aver scoperto com'è solito chiudere le relazioni.

## Per infastidire quelle telecamere
- Titolo originale: The Spy Who Loved Me
- Scritto da: Josh Malmuth
- Diretto da: Rob Schiller

### Trama
Ben deve lavorare fino a tarda notte con Erin, la sua ex-fidanzata, ed è preoccupato che questo possa infastidire Kate, che lo spia attraverso le telecamere di sicurezza. Larry è alla ricerca dell'elusiva "Balena Bianca", una bellissima ragazza bionda che ha incrociato qualche volta, mentre Connie inizia a frequentare un Chiropratico, che è in realtà un uomo sposato.

## Ti amo!
- Titolo originale: Baby, You Can Drive My Car
- Scritto da: Corey Nickerson
- Diretto da: Beth McCarthy-Miller

### Trama
Il gruppo parte per un viaggio in macchina per vendere l'auto di Ben, con la quale Kate ha un incidente dopo che Ben le dice per la prima volta "Ti Amo", costringendo tutti a dividere una stanza per la notte.

## Il cane del suo capo
- Titolo originale: Paw & Order
- Scritto da: Leila Strachan
- Diretto da: Beth McCarthy-Miller

### Trama
Connie esce con un agente di polizia nel tentativo di evitare una multa stradale, quando Kate perde accidentalmente il cane del suo capo.